# جو تشنغ
جو تشنغ (بالصينية: 鄭元暢) هو عارض ومغني وممثل تايواني، ولد في 19 يونيو 1982 بتاي شانغ في تايوان.

## وصلات خارجية
- جو تشنغ على موقع IMDb (الإنجليزية)
- جو تشنغ على موقع روتن توميتوز (الإنجليزية)
- جو تشنغ على موقع ميوزك برينز (الإنجليزية)